# Zalotay Elemér (építész)
Zalotay Elemér (Szentes, 1932. október 30. – Worben, Bern kanton, Svájc, 2020. november 14.) magyar építész, aki Magyarországon és  Svájcban alkotott.

## Életpályája
1957-ben a Budapesti Műszaki Egyetemen diplomázott. Már egyetemi évei alatt megismerkedett Frank Lloyd Wright és Le Corbusier munkáival, dacára annak, hogy azokban az években a szocialista realista építészet volt az elvárt stílus. 1956 után börtönbe került, majd szabadulása után nem kapott állást. Az 1950-es évek végétől dolgozott Böröcz Imre statikussal kidolgozta a Szalagház koncepcióján, amellyel a magyarországi lakáskérdésre kínált volna radikális, átfogó megoldást. A szakma és a vezető építészpolitikusok ezt nem nézték jó szemmel, Rózsaszentmártonba helyezték mérnöknek. Végül kijárta, hogy a Mélyépítési Tervező Vállalatnál kidolgozhassa a Szalagház részletes terveit. Miután 1962-ben az Interbuild folyóirat „Corb Plus” című cikkében Le Corbusier Habitat-koncepciójának utódjaként ismertette a Szalagházat, Magyarországon is felélénkült a vita körülötte. A koncepciót a köz pozitívan fogadta, mint az az Új Írás hasábjain 1965-1966-ban zajló vita is bizonyította; Kovács András filmet is készített Zalotayról. A szakma vezetése azonban elutasította tervet, Reischl Antal, a Magyar Építőművészek Szövetségének elnöke a Műegyetemen személyesen kelt ki ellene, a Magyar Építőművészet szaklap soha nem publikálta a koncepciót. Zalotayt több munkahelyéről elbocsátották emiatt.
1965 és 1971 között a szombathelyi Vas Megyei Tervező Vállalat (VASITERV) alkalmazottjaként dolgozott. Itt több tervezett épülete megvalósult: a bajti dugványtároló, a sárvári bőrdíszmű-telephely és szolgáltatóház, valamint a szombathelyi szputnyik-megfigyelőállomás és csillagvizsgáló. Kiemelt megvételben részesült Celldömölk városközpontjához készített pályaterve 1967-ben. Tervezett bővítést a tapolcai kórház számára, terveket készített a zalaegerszegi vasútállomás felújításához, és az ő irányításával készültek a VASITERV a bécsi UNESCO-székház tervezésére kiírt nemzetközi pályázatra. A tervet azonban egy osztrák szaklap nem Zalotay, hanem Iszak Gábor vállalati igazgató neve alatt közölte, amiből bírósági ügy lett.
1973-ban Zalotay Elemér Svájcba emigrált. 1992-ig különböző építészirodákban dolgozott, valamint a szalagház elképzelését fejlesztette tovább. Saját, „do it yourself” elveken alapuló, 1978-tól épülő háza Ziegelried településen nevezetességgé vált, mára védett építészeti emlék.
80. születésnapja alkalmából 2012 őszén a FUGA Budapesti Építészeti Központban rendeztek kiállítást és konferenciát Zalotay Elemér munkásságából. 2012-ben ennek részeként adták át számára a Molnár Farkas-díjat. 2017 novemberében a Széchenyi Irodalmi és Művészeti Akadémia rendes tagjává választották. 2018 tavaszán Ziegelried – Zalotay Elemér lakóház-kísérlete címmel nyílt kiállítása a FUGÁ-ban.

### Családja
Szülei: dr. Zalotay (Schupiter) Elemér (1894–1968), régész, múzeumigazgató és Bányai (Baumgarten) Erzsébet (1909–2002) rajztanár, festőművész; testvérei: Gazdapusztainé Zalotay Erzsébet (Szentes, 1931. augusztus 31. – 2013. január 7.) középiskolai tanár és dr. Zalotay Péter (Szentes, 1938 – Budapest, 2018. február 1.) villamosmérnök, főiskolai docens.

## A Szalagház
Zalotay 1957-től fejlesztette ki a Szalagház koncepcióját. Ennek első fázisa az „Amöba” toronyház volt, amelyet így jellemzett: „a környezet belátható távolságig erdő, az egyes lakrészekből körirányban történő kilátással és az épület alatt, valamint mellett a legkülönbözőbb sportpályákkal”. 1958-ra ez egy 700 méter hosszú, hagyományos szerkezetű, 8-10 emeletes sávházzá módosult, amelyet a Csillaghegy városrészbe tervezett. A hatvanas évek elejére ez tovább növekedett: a végeredmény egy kilométer hosszú, 30-50 emelet magasságú, húszezer lakásban összesen hetvenezer ember befogadására alkalmas épület. A lábakon álló szerkezet a Dunával párhuzamosan húzódik és erdő veszi körbe; homlokzatát az emeletenként húzódó virágágyaknak köszönhetően bezöldíti a növényzet. A közúti forgalmat Zalotay a felszín alá süllyesztette volna, az épületben pedig lakáshoz szállított élelmiszer, bölcsőde, óvoda, takarítószemélyzet és közösségi helyiségek szolgálták volna a lakók kényelmét.
A Szalagház terveit az N&n Galéria 2005-ös kiállítása mutatta be.

### A Szalagház-vita
1965-ben Zalotay Elemér és Böröcz Imre  kollektívház-terve Zalotay elkeseredett nyílt levelével exponálva (ami az Új Írás című irodalmi folyóiratban jelent meg) hatalmas vitát váltott ki. Az építészeti vita a fennálló rendszer kritikájává fajult és az ügy hirtelen adminisztratív befejezésével zárult, így a Szalagház nem valósult meg.

## Fontosabb építészeti művei
- 1966-67 – Bőrdíszmű-telephely, Sárvár, Sársziget utca 76-78.[14]
- 1966-67 – "Dugványtároló", Erdészeti Tudományos Intézet (ERTI) csemetekertje, Bajt, gps 47.269762, 16.976764 (47°16'11.1"N 16°58'36.4"E)[15]
- 1967-68 – Szputnyik-megfigyelő állomás,[16] 1971-72 – Csillagvizsgáló,[17] Gothard Asztrofizikai Obszervatórium, Szombathely, Szent Imre herceg utca 112.[18]
- 1970 – Szolgáltatóház, Sárvár, Hunyadi János utca 9.[19]
- 1972-73 22 lakásos társasház, Tapolca, Juhász Gyula utca 37.
- 1979-től – Saját háza, Ziegelried 366, Schüpfen, Svájc[20]

## Kiállítások
- Szalagháztól a kavicsházig. Zalotay – kiállítás az N&n galériában, 2005.november 9-28-ig
- Zalotay 80 – kiállítás a FUGA-ban, 2012. október 3-23.
- Ziegelried – Zalotay Elemér lakóház-kísérlete – kiállítás a FUGA-ban, 2018. május 18. – június 6.
- Zalotay-ház, Ziegelried. Szerkezetrekonstrukció – kiállítás a FUGA-ban, 2019. október 7 – október 28.